# 中華民國首都
中華民國首都事實上自1949年起為臺北，在此之前，北京（北平）與南京曾先後作為首都。此外，國民政府時代曾在一·二八事變爆發時將洛陽立為行都、將對日抗戰時期的臨時首都重慶立為陪都，亦有在西安設立西京的计划。
綜觀中華民國歷史，大多沒有透過法律確立首都位置，亦不常於政府公文中載明首都所在之城市，僅國民政府時代將南京定為國都、並寫入训政时期約法；《中華民國憲法》制定期間曾對首都是否入法有所討論，但最後並未寫入，故一般所稱的首都均等同於「中央政府所在地」。

## 歷史

### 北洋政府時期
1912年陽曆元旦，中華民國臨時政府於南京宣告成立，當時曾改大清國江寧府為「南京府」，做為直屬中央的特別行政區域。但袁世凱接替孫中山擔任臨時大總統後，以北方情勢未穩為由，定都北京，臨時參議院未堅持原議，同意遷都。1912年4月，臨時政府各機關北遷至北京；至1928年東北易幟前，北京乃延續前清時代成為首都。日後，歷史學者稱這段期間以北京為首都、並由北洋軍閥掌握權力的中華民國政府為「北洋政府」。
北洋政府定都北京後，將大清國順天府改為「京兆地方」，但轄區較原順天府為小。

### 國民政府時期
1925年，國民政府於廣州建立。

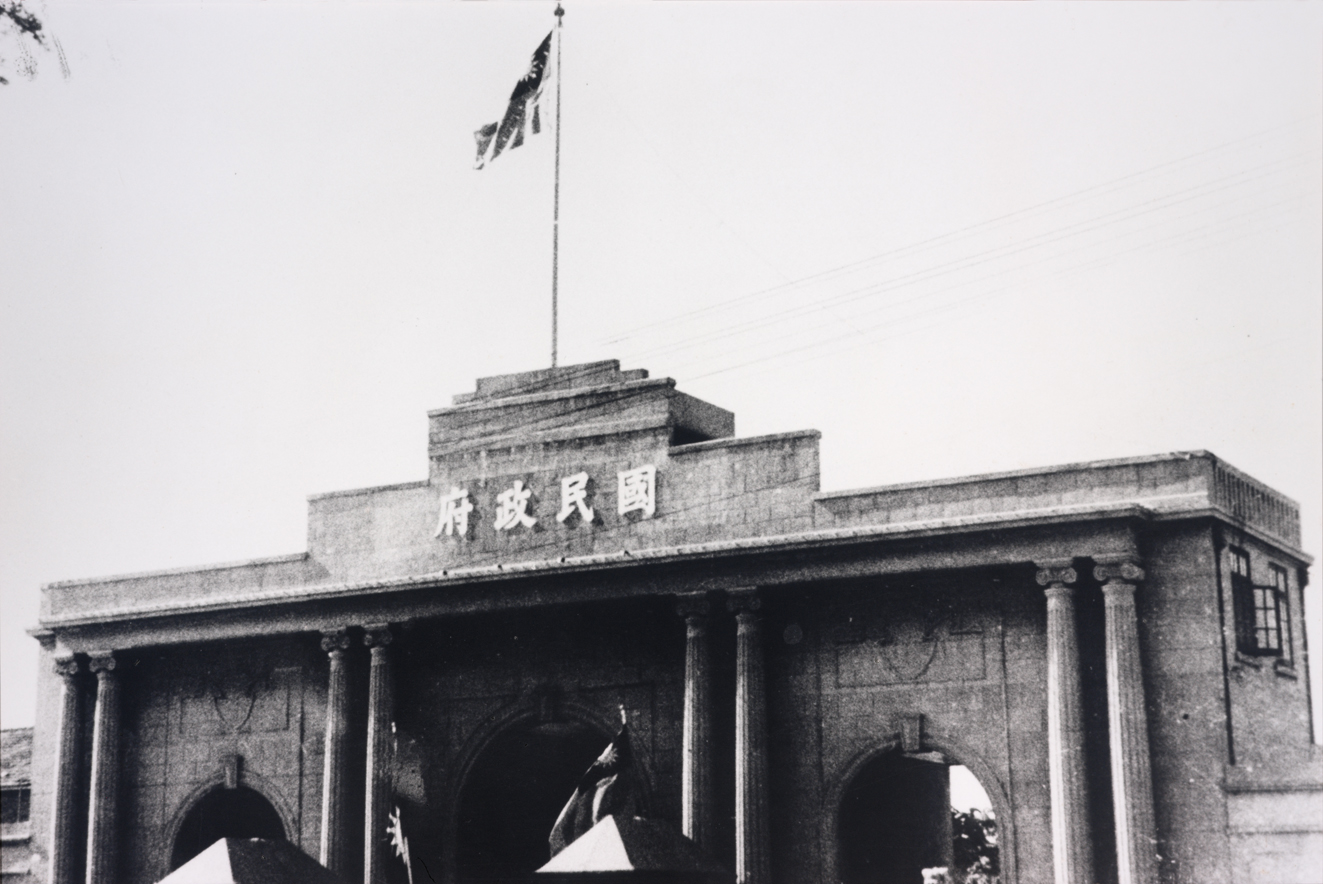
1927年，國民政府定都南京。

1926年，國民政府發動北伐後，於1927年2月21日北遷武漢。1927年3月，國民革命軍攻克南京，成立南京國民政府，隔月以南京城為基礎成立「南京市」。歷經寧漢分裂事件後，國民政府改遷南京，並於隔年開始在南京設立中央各政府部門，建立起完整的政府文官體制。
1928年，國民政府完成北伐，取代北洋政府成為中華民國的中央政府，而南京也正式取代北京的首都地位，北京同時被更名為「北平」。國民政府其後於1931年制定的《中華民國訓政時期約法》第5條中明文規定：「中華民國國都定於南京。」，將南京確立為法定首都。定都南京後，國民政府在南京市內建設大量官署建築，並籌畫中國第一個現代化都市計畫——首都計畫，計畫將南京改造成中國最先進的城市。
然而在《訓政時期約法》施行後不久，中國便進入抗日戰爭時期。1932年上海發生一·二八事變時，為了躲避戰火，國民政府曾從南京遷都洛陽，並立洛陽為「行都」；1937年抗戰全面爆發，在淞滬會戰之後，由於南京淪陷在即，故國民政府於1937年11月21日宣布將所有中央政府機構由南京遷都重慶，而軍事作戰指揮中心則先移駐武漢，直至武汉会战後再移駐重慶。1940年9月6日，國民政府正式立重慶為「陪都」。直至抗戰勝利後的1946年5月5日，國民政府發布「還都令」，宣布同年5月5日「凱旋南京」。
國民政府還都南京後，於1946年11月15日召開制憲國民大會，會議中對於國都設於南京或北平，曾有激烈討論。草案原定為南京，但審查會及第一讀會決定改為北平。時任國民政府主席蔣中正曾詢問夏功權北平到外蒙古庫倫的距離，並表示，外蒙古尚在蘇聯控制之下，而北平距離邊境太近。後經國民大會主席團代表蔣中正出面說明，主張國都地點，不必明文定於憲法，始將第一讀會通過的「國都定於北平」一條予以刪除。因此，制憲國民大會於同年12月25日通過的《中華民國憲法》中，並未規定中華民國的首都位於何處。自此，「法定首都」一詞不再適用。

### 行憲與內戰時期

第二次国共内战期间中華民國中央政府遷徙示意圖

《中華民國憲法》訂於1947年12月25日開始施行，但施行前，第二次国共内战全面爆發，中華民國國軍在戰場逐漸處於弱勢，剛行憲改組不久的中華民國政府也因而開始經歷多次搬遷。
1949年1月16日，中華民國政府部分機構開始遷至廣州；4月23日，中国人民解放军第三十五军攻下南京特别市所在的南京城，4月24日起全數於廣州辦公；同年10月14日，解放軍佔領廣州，中華民國政府於10月13日疏遷至重慶，10月15日正式辦公。解放軍發動西南戰役後，同年11月29日，中華民國政府再西遷至成都，隔日解放軍攻下重慶，逼近成都。12月7日中華民國政府撤離中國大陸，遷都臺北。並在西昌設大本營，在大陸持續作戰，西南軍政長官公署遷至西昌。1950年3月12日，解放軍於西昌戰役攻下西昌。

### 中華民國政府遷台後

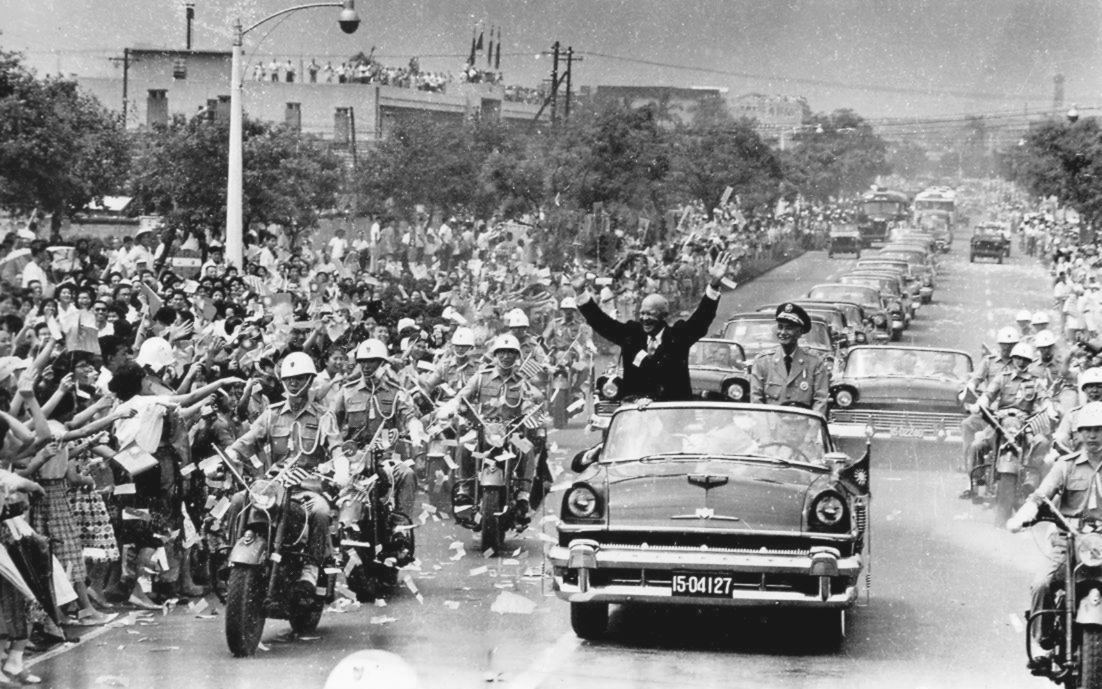
時任美國總統艾森豪於1960年6月18日訪問臺北時與時任中華民國總統蔣中正搭敞篷車前往圓山行館途中接受熱情群眾夾道歡迎。蔣總統伉儷親至臺北松山機場迎接。

中華民國政府遷台後，1949年12月7日，行政院（時任代總統李宗仁赴美後由時任行政院院長閻錫山主持國政）宣布中央政府各機關遷設臺北，並於12月10日開始辦公，臺北成為中華民國中央政府所在地。中華民國政府播遷臺北後，大致沿用日治時期原有的官署建築，如原臺灣總督府改為總統府廳舍、原臺北市役所改作行政院辦公廳舍、原臺北州廳改作監察院辦公廳舍等，這些建築大都座落於臺灣戒嚴時期開始劃定的博愛特區內。後來隨著中央政府機關的復員及擴編，又陸續興建新的辦公設施，如外交部大樓、中央銀行辦公大樓群、中央聯合辦公大樓等。
臺北市原為臺灣省所屬省轄市與省會，1967年升格為直轄市，不再屬於臺灣省轄區。原於臺北市辦公的臺灣省政府與臺灣省議會均於1956年遷至南投縣南投市中興新村與臺中縣霧峰鄉。臺灣省政府在1998年被撤銷《省縣自治法》所賦予的地方自治權利後，成為行政院的官派機關。臺灣省政府功能業務與組織調整後，行政院於省府機關原址成立中央政府各部會中部辦公室。

## 臺灣時期
目前中華民國法律雖有「首都」用詞，及曾經在命令內提到「中央政府所在地之首都」，但無城市被明指為首都。因行憲而已失效並停止適用的《中華民國訓政時期約法》、《五五憲草》等憲法草案、國民政府時期的部分公文如《首都計畫》雖載明國都（首都）為南京；1946年11月召開的制憲國民大會中，已明確主張國都地點，不必定於憲法，並將第一讀會通過的「國都定於北平」一條予以刪除。因此同年12月25日通過的《中華民國憲法》中，並未規定中華民國的首都位於何處。全世界絕大多數的國家都沒有以憲法或法律明定首都何在，但是並不會妨礙國際和國內認定哪個城市為首都。自1949年起迄今，中華民國中央政府各機關均位於台北，台北就是中華民國首都。
在1970年代以前，中華民國政府在政策上仍未放棄收復中國大陸（即反攻大陸政策），並且否定中国共产党在大陸建立之中华人民共和国所施行的行政區劃、定都北京等政治作為，因而規定有關大陸之地圖、教科書上之記載要維持1946年外蒙古獨立前的狀態，首都亦停格在南京市。對於中華民國首都在南京的說法並無顛覆性的明確表示，台北僅是「臨時首都」或「戰時首都」的立場在《動員戡亂時期臨時條款》廢除前未有明顯改變。
在1975年1月，臺北市議會的會議記錄已將台北市稱為首都。
不過，隨著1987年中華民國政府解除臺灣省戒嚴令以及1991年廢除《動員戡亂時期臨時條款》，臺灣進行一連串民主改革，同時台灣本土意識和台灣本土化運動也蓬勃發展，1990年代起，官方所稱的中華民國領土範圍及首都位於何處便屢遭異議質疑，到2002年時任中華民國行政院院長游錫堃於立法院公開宣示「中華民國首都在臺北」，以及修改教科書、廢除《水陸地圖審查條例》之後，臺灣人、世界各國政府和國際新聞媒體都以首都稱呼臺北。内政部地政司曾表示：中央政府位於臺北，所以確定臺北是中華民國首都。
2013年12月2日，教育部在發放給各中小學「採購教師教學所需道具之原則」一函中，要求所購教學器具都應遵守“中華民國首都在南京，中央政府所在地是台北”，被批評為自覺流亡，引來教署官員出面致歉。課綱微調召集人王晓波曾指出「我國的首都是在南京，但是我們目前在台灣地區的首都是台北。」，惹來非議。國民黨立委蔡正元認為，無論首都在南京或台北都於法無據，亦曾有提議制定「首都法」訂明首都，惟國民黨和民進黨均因故不肯跟進。

## 中央政府所在地列表
以下列出歷年曾作為中華民國最高政權機關所在地，粗体為正式承认的中央政府所在地。
| 城市                                               | 開始           | 結束           | 最高政權機關                     | 备注 |
| -------------------------------------------------- | -------------- | -------------- | -------------------------------- | --- |
| 武昌（今湖北省武汉市武昌区）                       | 1911年10月11日 | 1912年1月1日   | 鄂军都督府（中华民国军政府）     | 武昌起义（1911年10月10日）爆發的第二天，共进会和文学社等革命黨人在武昌成立第一个使用「中華民國」名義的政權機構。 |
| 南京（江宁府 → 南京府）                            | 1912年1月1日   | 1912年4月2日   | 南京临时政府（中华民国临时政府） | 1912年元旦，中華民國臨時政府在南京府成立，孙中山依据《中華民國臨時政府組織大綱》就任中华民国临时大总统，正式建立「中華民國」國號。 |
| 北京（顺天府 → 京兆地方 → 京都特別市 → 北平市）    | 1912年4月2日   | 1913年10月10日 | 北京临时政府（中华民国临时政府） | 1912年3月11日《中華民國臨時約法》公布实施，取代《中華民國臨時政府組織大綱》，袁世凯就任临时大总统；4月2日，南京临时参议院决议臨時政府遷往北京。 |
| 北京（顺天府 → 京兆地方 → 京都特別市 → 北平市）    | 1913年10月10日 | 1924年11月24日 | 北洋政府（中华民国政府）         | 1913年4月8日，中华民国第一届国会开幕，北京临时参议院闭院；10月10日，袁世凯就任中华民国大总统，正式成立北京政府。 |
| 北京（顺天府 → 京兆地方 → 京都特別市 → 北平市）    | 1924年11月24日 | 1926年5月13日  | 临时执政府（中华民国临时政府）   | 1924年10月23日，馮玉祥發動北京政变；11月24日，段祺瑞在北京公布《中华民国临时政府制》，成立中華民國臨時政府并就任臨時執政。 |
| 北京（顺天府 → 京兆地方 → 京都特別市 → 北平市）    | 1926年5月13日  | 1927年6月18日  | 北洋政府（中华民国政府）         | 國民軍推翻臨時執政府，國務院攝行大總統職權。 |
| 北京（顺天府 → 京兆地方 → 京都特別市 → 北平市）    | 1927年6月18日  | 1928年6月8日   | 安国军政府（中华民国军政府）     | 1927年6月18日，张作霖控制北京，成立中华民国军政府，就任中华民国陆海军大元帅行使大總統職權。1928年6月3日，张作霖撤离北京，军政府瓦解；6月8日，国民革命军占领北京；12月29日，张学良通电南京宣布东北易帜，至此北洋派系完全终止运作。                      |
| 肇庆                                               | 1916年5月8日   | 1916年7月14日  | 中华民国军务院                   | 1915年12月12日，袁世凯预备在北京登基称帝，国号“中华帝国”，于是南方各省宣布独立，发动反抗北洋政府的护国战争。1916年5月8日，南方各省在广东肇庆成立中华民国军务院，为临时中央政府机构；同年6月，黎元洪继任大总统并宣布恢复国会；7月14日，军务院宣布撤销。 |
| 廣州（广州军政府 → 广州市）                        | 1917年9月1日   | 1920年10月24日 | 护法军政府（中华民国军政府）     | 孙中山以“护法”为名义，就任中華民國陸海軍大元帥，成立对抗北洋军阀的军政府。1920年中旬，护法军阵营爆发内讧；10月24日，岑春煊通电北京，宣布护法军政府解散。                                                                                               |
| 廣州（广州军政府 → 广州市）                        | 1920年11月28日 | 1921年4月2日   | 护法军政府（中华民国军政府）     | 1920年11月28日，陈炯明迎接孙中山回到广州，重建护法军政府。 |
| 廣州（广州军政府 → 广州市）                        | 1921年4月2日   | 1922年6月16日  | 中华民国政府                     | 1941年4月召开国会非常会议，决议取消护法军政府，依据《中华民国政府组织大纲》成立中华民国政府；5月5日，孙中山就任中华民国非常大总统；1922年爆发六一六事变，孙中山离开广州。                                                                              |
| 廣州（广州军政府 → 广州市）                        | 1923年3月2日   | 1925年7月1日   | 中华民国陆海军大元帅大本营       | 孙中山回到广州，就任中华民国陆海军大元帅。 |
| 廣州（广州军政府 → 广州市）                        | 1925年7月1日   | 1926年12月5日  | 國民政府                         | 为了统一全国，中國國民黨中央政治委員會决议改组大元帅府为“國民政府”，于1925年7月1日依据《国民政府组织法》在广州正式成立。 |
| 武漢市                                             | 1927年2月21日  | 1927年8月19日  | 國民政府                         | 1926年10月，國民革命軍攻佔武汉三镇。1927年2月21日，武汉国民政府正式办公，一直运作到“宁汉合流”。 |
| 南京市（国都）（南京市政厅 → 南京特别市 → 南京市） | 1927年4月18日  | 1937年11月17日 | 國民政府                         | 1927年4月18日，國民政府奠都南京，是中華民國大陸時期短暫的盛世十年。1931年6月1日公布《中华民国训政时期约法》，明定“中华民国国都定于南京”。 |
| 北平市（今北京市）                                 | 1930年9月9日   | 1930年9月23日  | 國民政府                         | 1930年，閻錫山等人电邀国民党内反蒋各派首领，在北平召开中國國民黨中央黨部擴大會議，决议成立“北平国民政府”。 |
| 太原市                                             | 1930年9月23日  | 1930年11月4日  | 國民政府                         | 蒋中正进驻北平，閻錫山等人退往太原。 |
| 廣州市                                             | 1931年5月28日  | 1932年1月1日   | 國民政府                         | 蔣中正在南京軟禁胡漢民，引起國民黨內其他實力派的不滿，各派代表在廣州召開“國民黨中央執監委非常會議”，决议在广州另立国民政府。 |
| 洛阳市（行都）                                     | 1932年1月29日  | 1932年12月1日  | 國民政府                         | 1932年爆发一二八事变，日军佔據上海直逼南京，迫使南京国民政府迁至洛阳。 |
| 汉口（今湖北省武汉市江汉区）                       | 1937年11月17日 | 1937年12月1日  | 國民政府                         | 1937年爆发七七事变，國民政府准备向西南遷移；11月17日，遷至武漢；11月21日，正式遷至重慶；12月1日，在重慶開始辦公。 |
| 重慶市（陪都）                                     | 1937年11月21日 | 1946年5月5日   | 國民政府                         | 中國抗日戰爭全面爆發，南京国民政府遷至重慶；1939年9月6日，明令定重慶为陪都。 |
| 北平市（北平市 → 北京特别市 → 北平市）             | 1937年12月14日 | 1940年3月30日  | 中华民国临时政府（华北临时政府） | 大日本帝国扶植的傀儡政权。 |
| 南京市                                             | 1938年3月28日  | 1940年3月30日  | 中華民國維新政府                 | 大日本帝国扶植的傀儡政权。 |
| 南京市                                             | 1940年3月30日  | 1945年8月16日  | 國民政府（汪精衛政權）           | 大日本帝国扶植的傀儡政权。 |
| 南京市                                             | 1946年5月5日   | 1948年5月20日  | 國民政府                         | 中国抗战胜利后国民政府发布《還都令》，宣布“凯旋南京”。 |
| 南京市                                             | 1948年5月20日  | 1949年4月23日  | 中華民國政府                     | 1947年12月25日，中华民国宣布行宪，宪法未明确规定首都所在地；1948年5月20日，蒋中正在南京总统府就任中华民国总统，国民政府改组为中华民国政府。 |
| 廣州市                                             | 1949年1月16日  | 1949年10月13日 | 中華民國政府                     | 第二次国共内战全面爆發，中華民國國軍在戰場處於劣勢，中国人民解放军强势进攻，中華民國政府遷往廣州。 |
| 重慶市                                             | 1949年10月13日 | 1949年11月29日 | 中華民國政府                     | 中華民國政府遷往重慶。 |
| 成都市                                             | 1949年11月29日 | 1949年12月7日  | 中華民國政府                     | 中華民國政府遷往成都。 |
| 臺北市                                             | 1949年12月7日  | 迄今           | 中華民國政府                     | 中華民國政府遷往臺灣。 |

### 引用
1. ↑  . 中華民國國史館.   [2011-01-05]. （原始内容存档于2012-05-30）. 國都必須因應事實需要不斷搬遷：元年3月遷都北平；16年4月，奠都南京；26年11月，遷都重慶；35年5月，還都南京；38年4月，遷都廣州；38年10月，遷都重慶；38年12月，遷都臺北。
2. ↑  臺灣商務印書館編審部.  台三版. 臺灣商務印書館. 1976: 369 [1937]. 國都：一國中央政府之所在地
3. ↑  《訓政時期約法》全文內容
4. ↑  《s:國民政府移駐重慶宣言》
5. ↑  朱秀娟、陳秋美，《點滴在心頭：42位身邊人談二位蔣總統》，台北：天下文化，1995年，頁62
6. 1 2  荊知仁，《中國立憲史》，461頁
7. ↑  台灣中學地理教科書的祖國想像（1949-1999），《國史館學術集刊》，第十七期，頁201至251，2008-09，王文隆
8. ↑  中華民國史事紀要編輯委員會. . 臺灣: 中華民國史料研究中心. 1975 （中文（臺灣））.
9. ↑  . Google.   [2012-01-03]. （原始内容存档于2017-03-01）.
10. ↑  . 內政部地政司全球資訊網. （原始内容存档于2017-08-30）.
11. ↑  風傳媒. . www.storm.mg.   [2025-07-27] （中文（臺灣））.
12. ↑  . Yahoo News. 2013-12-04  [2025-07-27] （中文（臺灣））.
13. ↑  劉人豪. . 蘋果日報. 2015-07-31  [2015-08-02]. （原始内容存档于2017-03-02）.
14. ↑  .   [2025-07-27]. （原始内容存档于2018-12-03）.